# 大分県道45号宇目清川線
大分県道45号宇目清川線（おおいたけんどう45ごう うめきよかわせん）は、大分県佐伯市から豊後大野市に至る県道（主要地方道）である。

## 概要
佐伯市宇目大字南田原から豊後大野市清川町砂田に至る。稲積水中鍾乳洞周から終点付近を除きほとんど改良が進んでいない。特に市境である梅津越付近は狭隘である。起点が山間部である上、この路線とほぼ平行に改良済みの国道326号を利用できるため本道の交通量は少ない。
梅津越付近で大規模林道宇目小国林道と交差する。佐伯市宇目中心部との連絡にはこちらの道の方が整備されているため、走りやすい。

### 路線データ
- 起点：大分県佐伯市宇目大字南田原（宮崎県道・大分県道6号日之影宇目線交点）
- 終点：大分県豊後大野市清川町砂田（砂田交差点、国道502号交点）

## 歴史
- 1993年（平成5年）5月11日 - 建設省から、県道宇目清川線が宇目清川線として主要地方道に指定される[1]。

## 路線状況

### 道路施設

#### トンネル
- 梅津トンネル（計画中）

## 地理

### 通過する自治体
- 佐伯市
- 豊後大野市

### 交差する道路
| 交差する道路                      | 市町村名   | 交差する場所   | 交差する場所      |
| --------------------------------- | ---------- | -------------- | ----------------- |
| 宮崎県道・大分県道6号日之影宇目線 | 佐伯市     | 宇目大字南田原 | 起点              |
| 宇目小国林道                      | 佐伯市     | 宇目大字南田原 |                   |
| 大分県道688号中津留轟牧口停車場線 | 豊後大野市 | 三重町中津留   |                   |
| 大分県道718号伏野三重線           | 豊後大野市 | 三重町伏野     |                   |
| 大分県道688号中津留轟牧口停車場線 | 豊後大野市 | 清川町宇田枝   |                   |
| 国道502号                         | 豊後大野市 | 清川町砂田     | 砂田交差点 / 終点 |

### 沿線
- 稲積水中鍾乳洞
- 白山川（名水百選）
- 道の駅きよかわ（終点付近）